# Red Deer
Red Deer je kanadské město v Albertě, které se rozkládá uvnitř calgarsko–edmontonského koridoru a je obklopeno stejnojmenným okresem. Je to třetí největší město v Albertě po Calgary a Edmontonu.

## Historie
Kríové nazývali řeku, na níž město leží "Waskasoo Seepee", což znamená v Elk River a lze tedy přeložit do češtiny jako "Řeka jelenů wapiti". Záměnou jelena wapiti a jelena lesního (red deer) vzniklo jméno města.

## Obyvatelstvo
Podle sčítání lidu v roce 2019 mělo město 101 002 obyvatel, v roce 2016 jich bylo 99 832. Při federálním sčítání lidu v roce 2016 mělo město 100 418 obyvatel, podle tohoto sčítání bylo třetím největším městem v provincii Alberta. Podle tohoto sčítání lidu uvedlo 82 645 obyvatel jako svůj první jazyk angličtinu, 1 315 francouzštinu a 13 335 neoficiální jazyky, z nichž 90 jsou jazyky původních obyvatel. 25 obyvatel uvedlo jako svůj první jazyk slovenštinu a 45 češtinu.

## Kultura
Ve městě se nachází Red Deer Museum and Art Gallery, Kerry Wood Nature Centre, Fort Normandeau, Sunnybrook Farm Museum, Alberta Sports Hall of Fame and Museum a Norwegian Laft Hus. Divadelní a koncertní sály se nacházejí v Memorial Centre, The Scott Block, Red Deer College Arts Centre a Welikoklad Event Centre. Ve městě sídlí také Symfonický orchestr Red Deer.

## Ekonomika
Důležitou součástí ekonomiky města je petrochemický průmysl. Podle údajů města jsou hlavními průmyslovými odvětvími zdravotnictví a sociální služby, maloobchod, stavebnictví, těžební průmysl, hornictví, ubytování, gastronomie, zpracovatelský průmysl a vzdělávání.

## Doprava
Ve městě dopravu zabezpečuje městský Red Deer Transit. The Queen Elizabeth II Highway je silnice spojující města Edmonton a Calgary přes Red Deer. Město obsluhuje Red Deer Regional Airport.

## Galerie
- Centrum města
- Centrum města
- Kerry Wood Nature Centre
- Replika Fort Normandeau
- Stadion ENMAX Centrium